# Vitalidad urbana
La vitalidad urbana es la cualidad de aquellos espacios de las ciudades que son capaces de atraer a personas heterogéneas para diferentes tipos de actividades a lo largo de horarios variados. Las áreas de la ciudad con alta vitalidad son percibidas como vivas, animadas o vibrantes y suelen atraer a personas para realizar sus actividades, pasear o quedarse. Sin embargo, las áreas de baja vitalidad repelen a las personas y pueden percibirse como inseguras.
El índice de vitalidad urbana es una medida de esta cualidad y en los últimos años se ha convertido en una herramienta fundamental para la planificación de políticas urbanas, especialmente para la intervención de espacios con baja vitalidad. Además, se utiliza para una correcta gestión de los espacios con alta vitalidad, pues el éxito de ciertas áreas puede acarrear procesos de gentrificación y turistificación que, paradójicamente, acaben reduciendo la vitalidad que los hizo populares.
El concepto de vitalidad urbana está basado en las contribuciones de Jane Jacobs, especialmente las de su obra más influyente, Muerte y vida de las grandes ciudades. Jacobs criticó en los años 1960 la arquitectura moderna y racionalista defendida por Robert Moses o Le Corbusier cuyo protagonista era el coche privado. Argumentó que estos tipos de planificación urbana pasaban por alto y simplificaban en exceso la complejidad de la vida humana. Se opuso a los programas de renovación urbana a gran escala que afectaron a vecindarios completos y que construyeron vías de alta capacidad a través del centro de las ciudades. En cambio, abogó por un desarrollo denso de uso mixto y calles transitables, con "ojos en la calle" de los propios transeúntes que ayudan a mantener el orden público.
En la actualidad, el concepto de vitalidad urbana está haciendo revalorizar el urbanismo mediterráneo y su historia, en el que el espacio público, la peatonalidad y las plazas tienen una gran importancia como centros de interacción y cohesión social, en oposición al urbanismo anglosajón de grandes infraestructuras urbanas, largas distancias y centrado en el automóvil.

## Condiciones para una alta vitalidad urbana
La vitalidad urbana puede llegar a cuantificarse gracias al análisis de los elementos que la determinan. Entre ellos se encuentran:
- Diversidad de usos del espacio que puedan atraer a diferentes tipos de personas para actividades dispares y a horas variadas, haciendo que el espacio esté constantemente ocupado, mejorando su seguridad.
- Oportunidades de contacto personal con bloques, manzanas y espacios abiertos que no sean demasiado grandes, pues reducen el número de posibles intersecciones e interacciones sociales.
- Diversidad de edificios con características y edades variadas, haciendo que personas con diferentes capacidades adquisitivas puedan vivir en todas las zonas de la ciudad, evitando la formación de guetos.
- Alta densidad de población, las zonas residenciales son esenciales para atraer otros tipos de actividad.
- Accesibilidad para todas las personas sin depender del transporte privado, siendo la peatonal la más importante, por ser la más democrática, sostenible y barata, seguida del acceso en bicicleta y del transporte público.
- Distancia a elementos de frontera, como grandes edificios, rondas, vías de tren en superficie o grandes parques urbanos que desincentivan el uso de la calle.